# Молони, Дэмьен
Дэмьен Молони (англ. Damien Molony) — ирландский актёр.

## Биография
В 2011 году окончил школу актёрского мастерства Лондонском Драматическом Центре (англ. Drama Centre London). Ирландский актёр телевидения, театра и кино, наиболее известный по роли вампир Хэл  в сериале «Быть человеком».

## Фильмография
| Год       |   | Русское название  | Оригинальное название                     | Роль          |
| --------- | - | ----------------- | ----------------------------------------- | ------------- |
| 2012      | ф | Блуждающие огни   | Travelling Lights (National Theatre Live) | Молт/Нейт     |
| 2012—2013 | с | Быть человеком    | Being Human                               | Хэл           |
| 2013      | с | Улица потрошителя | Ripper Street                             | Альберт Флайт |
| 2014      | с | Подозреваемые     | Suspects                                  | Джек Уэстон   |
| 2015      | ф | Трудная задача    | The Hard Problem (NTLive)                 | Спайк         |
| 2015      | с |                   | Clean Break                               | Дэнни Демпси  |
| 2015      | ф | Убей своих друзей | Kill Your Friends                         | Росс          |
| 2016      | с | Сожители          | Crashing                                  | Энтони        |
| 2017      | ф | Ничья земля       | No Man's Land (NTLive)                    | Фостер        |
| 2017      | ф | Война токов       | The Current War                           | Бурк Кокран   |
| 2019—...  | с | Голяк             | Brassic                                   | Дилан         |